# Umberto Klinger

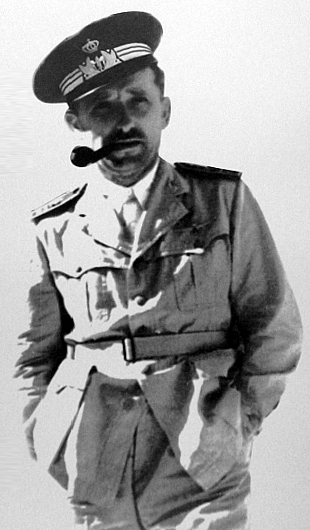
Umberto Klinger

Umberto Klinger (* 3. August 1900 in Saluzzo; † 26. Januar 1971 in Venedig) war ein italienischer Flieger, Politiker, Unternehmer und Automobilrennfahrer. Im Auftrag von Italo Balbo, Luftfahrtminister von 1929 bis 1933, leitete und organisierte er Italiens erste nationale Fluggesellschaft.

## Leben
Während des Ersten Weltkriegs war er als Freiwilliger bei den Alpensturmtruppen und nahm später an der Impresa di Fiume teil.

### Während des Faschismus
Er war mit Italo Balbo befreundet und gehörte zu einer kleinen Gruppe von dessen Mitarbeitern in Ferrara, darunter Nello Quilici und Renzo Ravenna. Er beteiligte sich an dem Projekt „Wirtschaftlicher Wiederaufbau der Provinz Ferrara“, das zusammen mit Balbo und Vittorio Cini ausgearbeitet wurde, und war Mitglied des Stadtrats.
Balbo übertrug Klinger 1929 die Leitung der staatlichen Fluggesellschaft Società Aerea Mediterranea (SAM). Unter Klingers Regie entstand 1934 aus der SAM und einigen privaten Fluggesellschaften die Ala Littoria, mit der man den Luftverkehr in Italien aus geopolitischen und wirtschaftlichen Gründen konzentrieren und rationalisieren wollte.
1934 wurde Klinger zum Abgeordneten der XXIX. Legislaturperiode gewählt und sprach er über Probleme der Zivilluftfahrt, insbesondere über die Verzögerungen bei der Einrichtung einer Atlantiklinie, die Balbo vor seinem Amtsantritt als Gouverneur von Libyen empfohlen hatte.
In seiner Funktion als Präsident und Geschäftsführer leitete er den Ausbau der Netze im Mittelmeerraum und in Nordeuropa sowie die Einrichtung regelmäßiger Handelsverbindungen zwischen dem Mutterland und den Kolonien am Horn von Afrika. Klinger realisierte eine umfangreiche Zivilluftfahrt. Die Ala Littoria wurde zur ersten Fluggesellschaft auf dem afrikanischen Kontinent, was die Zahl der geflogenen Kilometer angeht. Von der Basis in Tétouan aus unterhielt sie Verbindungen nach Spanien.
Im Hinblick auf die Aufnahme einer Handelsroute nach Lateinamerika unternahm er 1938, zusammen mit dem Kommandanten Carlo Tonini, zwei Atlantiküberquerungen mit einer CRDA Cant Z.506. Im Rahmen des Projekts entsandte er Experten auf die Ilha do Sal im Kapverdischen Archipel, um die Möglichkeit einer Zwischenlandung zu prüfen, und nach Buenos Aires, um die Nutzung der Flüge der Corporación Sudamericana de Servicios Aereos als Verbindung zwischen den Zentren des argentinischen Hinterlandes und der Nachbarländer mit der italienischen Atlantiklinie zu überprüfen.
Am Zweiten Weltkrieg nahm er in der Regia Aeronautica im Rang eines Oberstleutnants der Reserve teil und wurde mit fünf Silbermedaillen ausgezeichnet, von denen eine im Feld verliehen wurde. In Addis Abeba nahm er die erste kriegsbedingte Flugverbindung mit dem Vizekönig von Äthiopien, Amedeo Duca di Aosta, auf. Mit weiteren Nachtflügen über Wüsten und feindlichen Gebieten legte er die Routen für eine Luftbrücke zur Versorgung der Kolonien fest, die wegen der Schließung des Suezkanals nicht möglich war. Es folgten das Kommando über die 114. Gruppo Autonomo di Bombardamento Terrestre, der Posten des Stabschefs der Servizi Aerei Speciali, der die Aufgabe hatte, die italienischen Einheiten in Tunesien zu versorgen, und die Organisation von Sondereinsätzen der Fallschirmjäger. Als erfahrener Pilot hatte er mehr als 4.600 Flugstunden am Steuer verschiedener Flugzeugtypen absolviert, davon 940 in Kriegszeiten.
Nach dem Waffenstillstand schloss er sich nicht der Repubblica Sociale an und musste sich bis zum Ende des Krieges in Rom verstecken.

### Nach dem Zweiten Weltkrieg
Klinger nahm die Einladung der Stadtverwaltung und der Regierung an, die Officine Aeronautiche in Lido di Venezia, die zum Ala Littoria gehörte und von den sich zurückziehenden Deutschen zerstört worden waren, zu übernehmen und wieder aufzubauen. Mit seinen bescheidenen Mitteln gründete er zusammen mit seinem Bruder Luigi die Officine Aeronavali di Venezia. Italienische und ausländische Unternehmen, sowohl öffentliche als auch private, wurden, angezogen von der Fähigkeit der Officine große Flugzeuge zu warten und zu reparieren, zu seinen Kunden. Gleichzeitig organisierte er vier Fluggesellschaften: die ägyptische SAIDE, die libanesische LIA, die italienische Aeralpi für den zwischenregionalen Transport und die 1959 wieder gegründete Società Aerea Mediterranea für den Charterverkehr und die Entwicklung des öffentlichen Lufttourismus.
Wichtige amerikanische Unternehmen nahmen Beziehungen zur venezianischen Industrie auf. Der große Flieger Chalmers Goodlin (1923–2005), der sich für den Flugzeugbau interessierte, ließ sich für viele Jahre auf dem Lido nieder und begann eine fruchtbare Zusammenarbeit mit Klinger.
Gegen Ende der 1960er Jahre führten vor allem die anhaltenden Zahlungsverzögerungen der öffentlichen Institutionen zu einer finanziellen Krise des Unternehmens, die dazu führte, dass es seinen Verpflichtungen gegenüber den Beschäftigten nicht mehr nachkommen konnte. Nachdem er alle Versuche ausgeschöpft hatte, seine Forderungen rechtzeitig zu erhalten, beging Klinger am 26. Januar 1971 Selbstmord. Am Vortag war er nach Rom gereist, um die Zahlung der aufgelaufenen Forderungen zu erwirken, da er nicht in der Lage war, die Löhne der rund 500 Aeronavali-Beschäftigten zu zahlen, die in der Zwischenzeit in den Streik getreten waren. Diese Geste erregte großes Aufsehen, und neben vielen gegenseitigen Beschuldigungen trafen die geforderten Mittel innerhalb weniger Wochen ein.
1993 ehrte die Stadt Venedig sein Andenken, indem sie ihm auf Antrag eines Volksbegehrens die Uferpromenade entlang des Flughafens „Nicelli“ am Lido von Venedig widmete.

## Orden
5 Tapferkeitsmedaillen in Silber
Tapferkeitsmedaille in Bronze
Kriegskreuz für militärische Tapferkeit
Erinnerungsmedaille an den italienisch-österreichischen Krieg
Interalliierte Siegesmedaille
Gedenkmedaille zur Einheit Italiens
Gedenkmedaille der Feldzüge in Ostafrika
Gedenkmedaille der Albanien-Expedition
Gedenkmedaille der Rijeka-Expedition
Orden der Krone von Italien
Orden der Heiligen Mauritius und Lazarus
Skanderbeg-Orden
Kolonial-Orden vom Stern von Italien

### Ausländische Orden
Ehrenlegion

## Werke
- Umberto Klinger: L’altra sponda (Note d’una crociera adriatica). S.A.T.E., Ferrara 1928 (archiviostudiadriatici.it – Einführung von Nello Quilici).
- Umberto Klinger: Rinascita Polesana. Mondadori, Verona 1924 (Einführung von Curzio Suckert).
- Umberto Klinger: Terre d’Italia. Officine Grafiche Corriere del Polesine, Rovigo 1925.
- Umberto Klinger: Le comunicazioni aeree in Africa e l’Italia. Fondazione A. Volta, Rom 1938.